# Arrondissement di Cerca-la-Source
L'arrondissement di Cerca-la-Source è un arrondissement di Haiti facente parte del dipartimento del Centro. Il capoluogo è Cerca-la-Source.

## Geografia antropica

### Suddivisioni amministrative
L'arrondissement di Cerca-la-Source comprende 2 comuni:
- Cerca-la-Source
- Thomassique